# Kaulak
Antonio Cánovas del Castillo y Vallejo dit Kaulak (22. prosince 1862, Madrid – 13. září 1933) byl španělský fotograf.

## Životopis
Kaulak byl synovcem španělského předsedy vlády Antonia Cánova del Castilla. Byl také uměleckým kritikem a malířem, což byla činnost, při které používal pseudonym „Vascano“. V roce 1904 založil ateliér Kaulak, ve kterém fotografoval madridskou společnost, včetně královské rodiny. Kaulak se hlásil ke hnutí piktorialismu.
Společně s Christianem Franzenem byl jedním z nejznámějších portrétních fotografů ve Španělsku na přelomu 20. století.

## Galerie

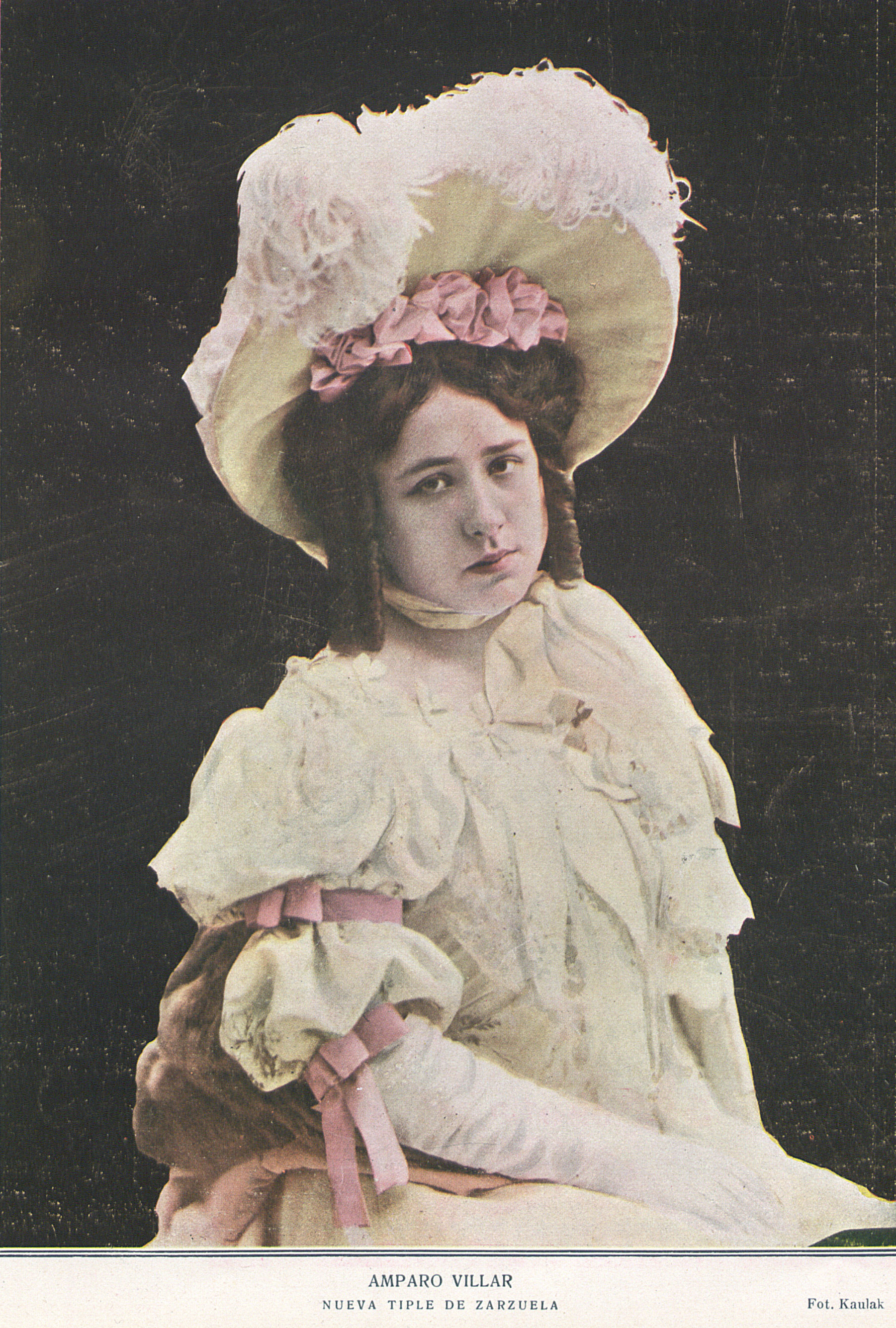
El Teatro, Amparo Villar
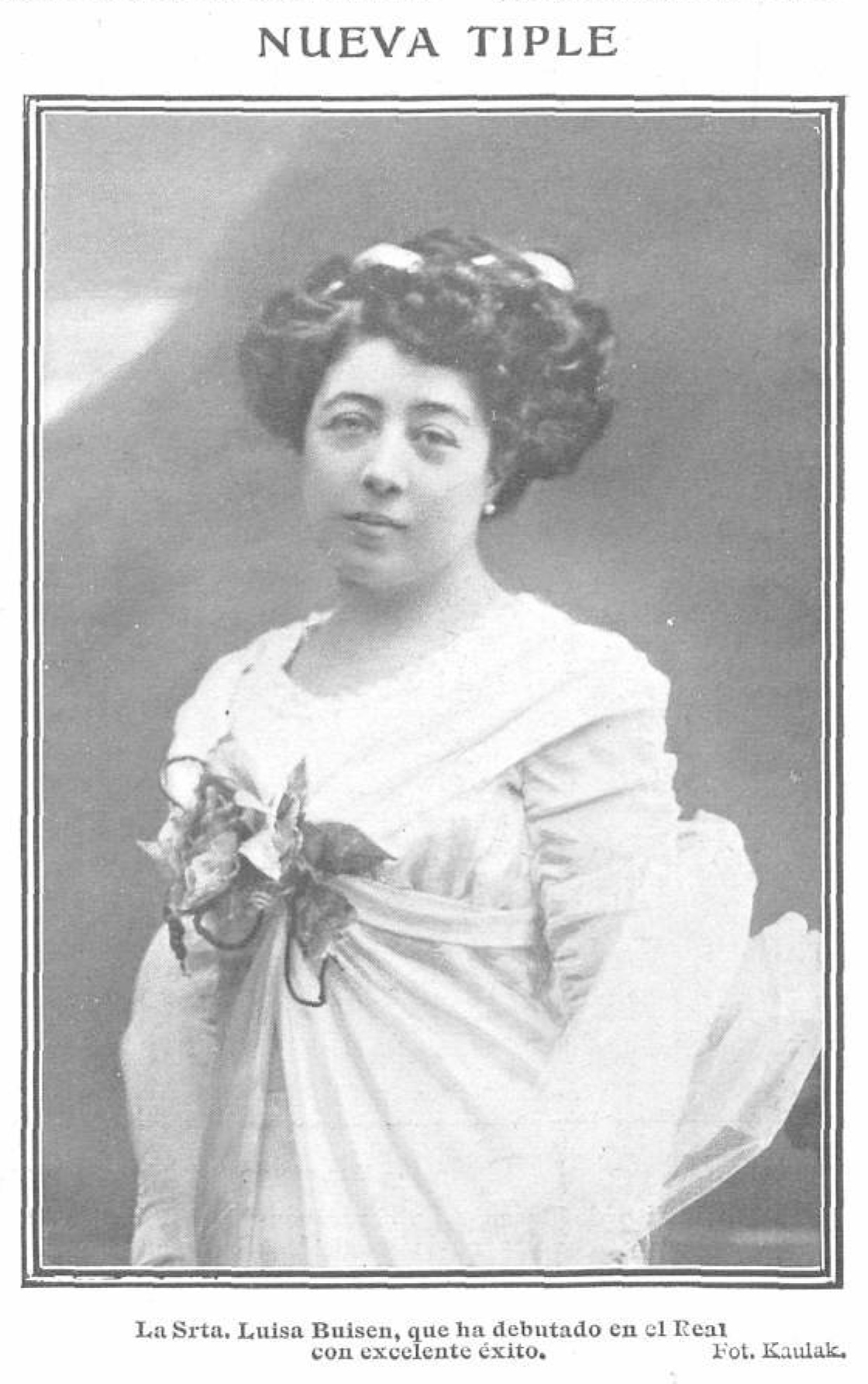
Actualidades, Luisa Buisen
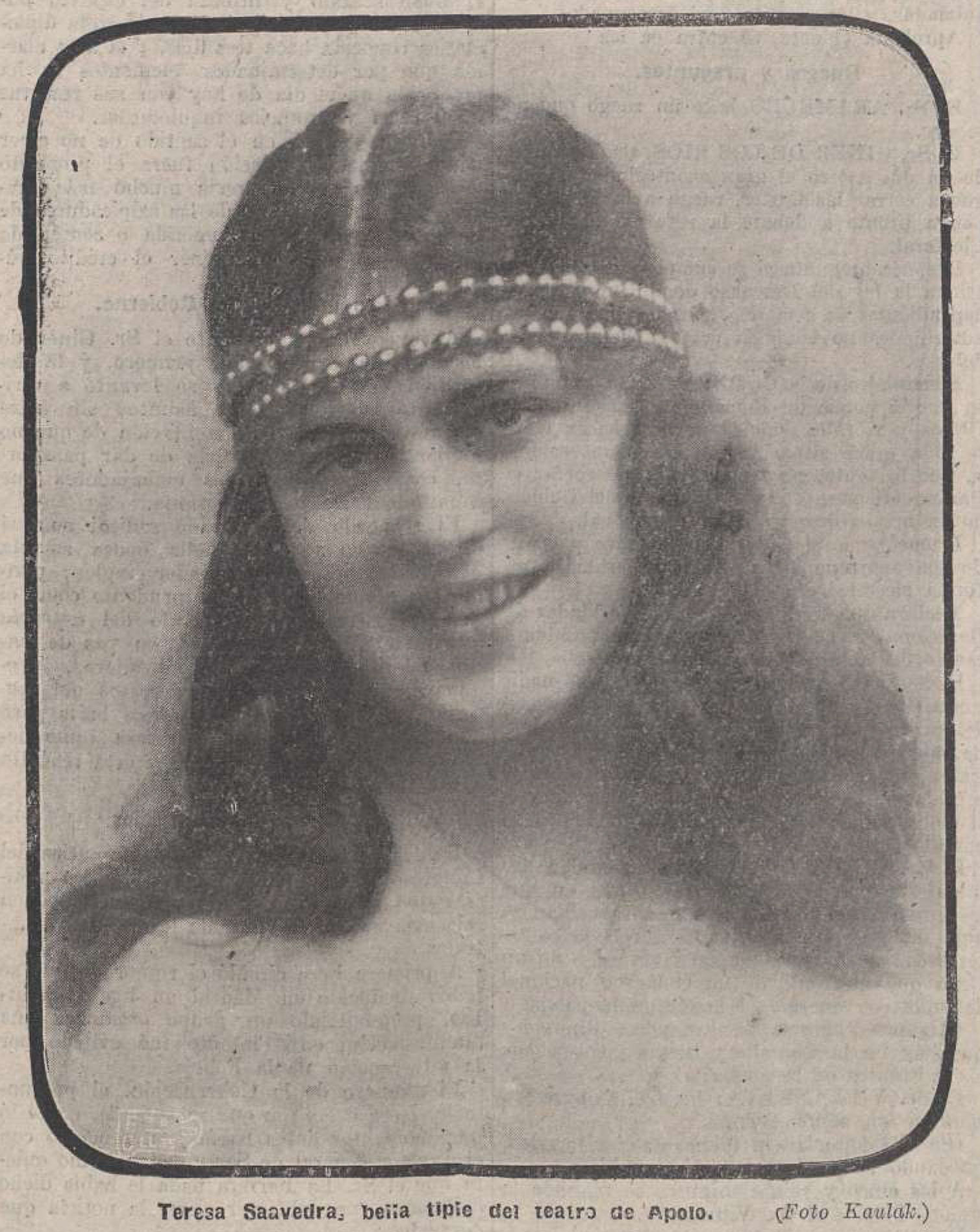
El Día, Teresa Saavedra
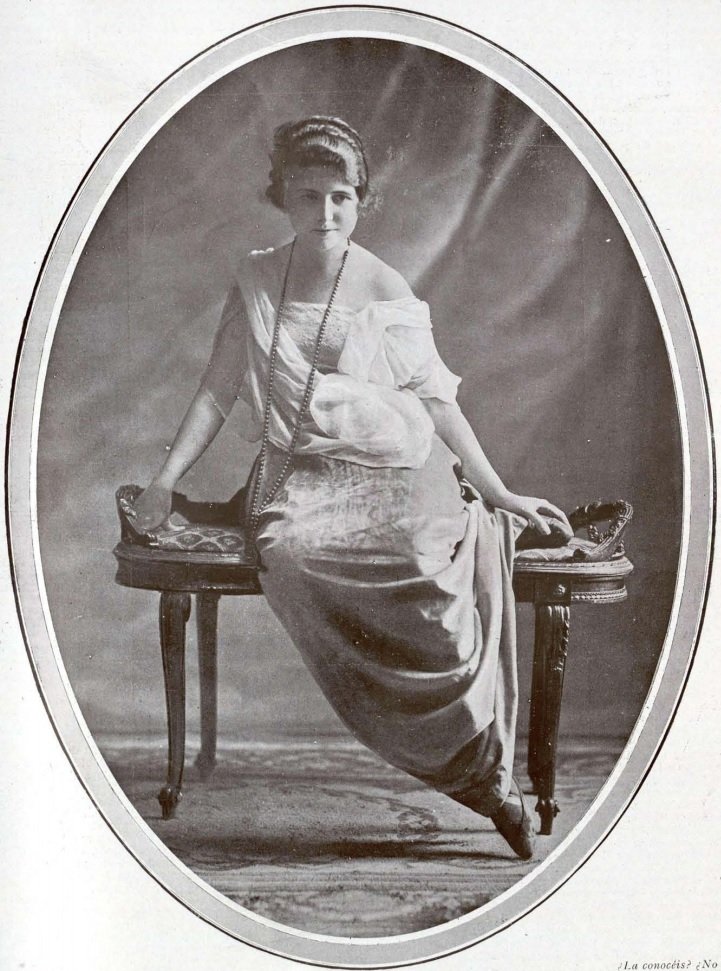
Carmencita de Icaza y de León
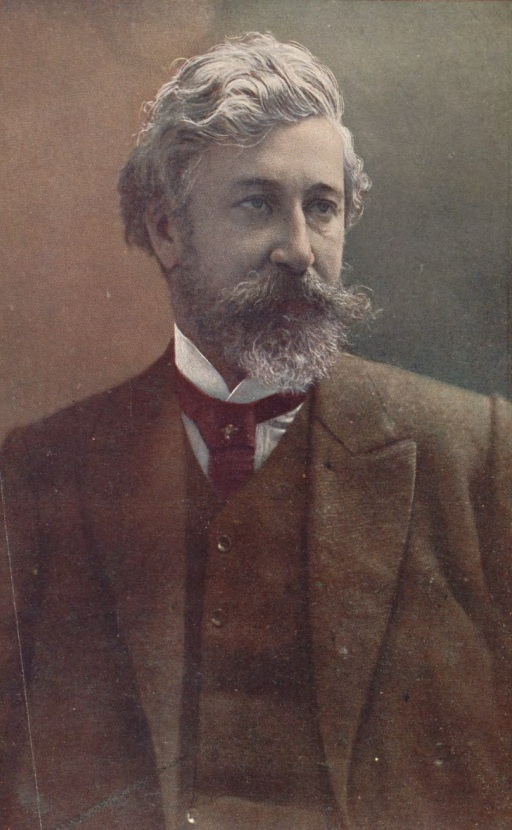
Santiago Rusiñol
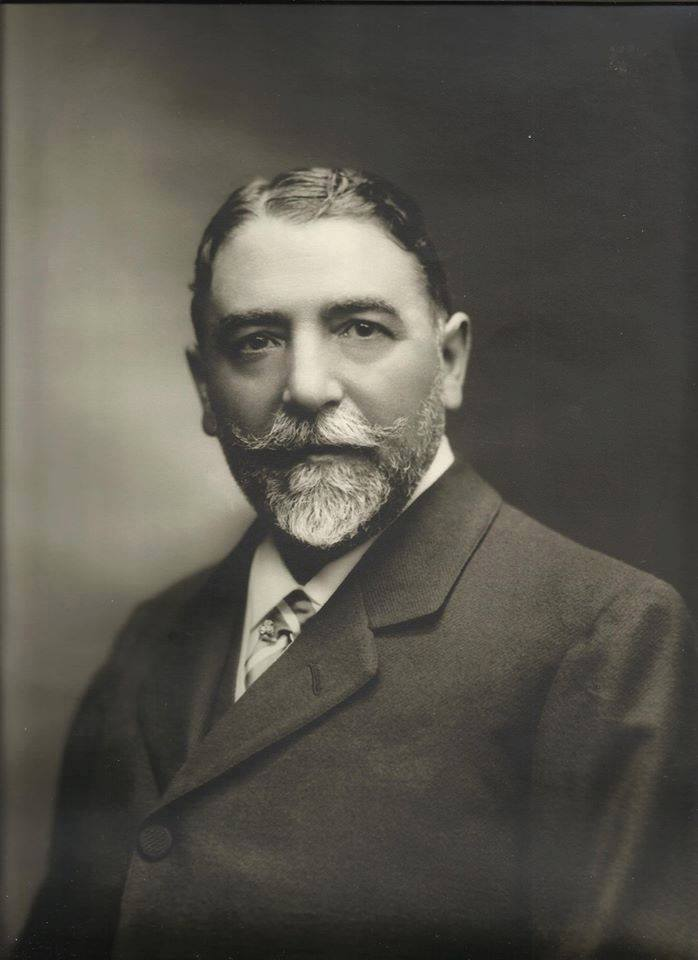
Pedro Nuñez Granes
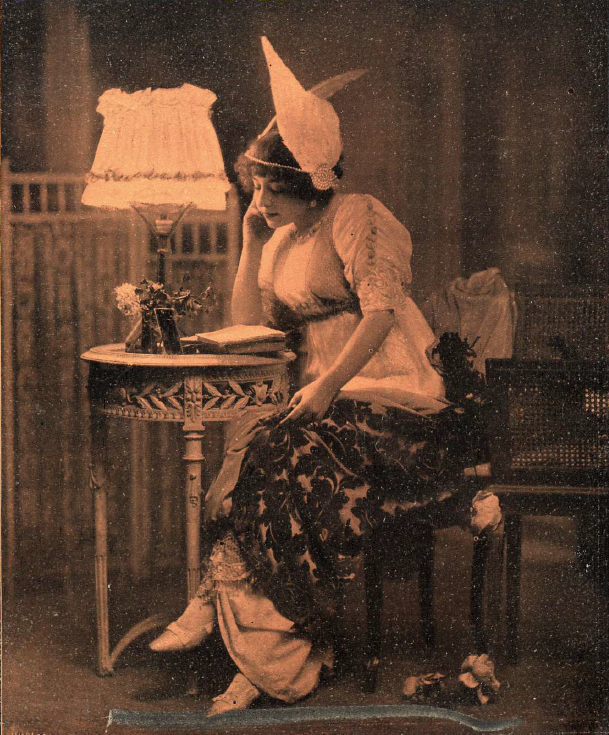
Mercedes Pardo